# Al-Hottin
Al-Hottin (en árabe: نادي حطين‎) es un equipo de fútbol de Siria que milita en la Liga Premier de Siria, la liga de fútbol más importante del país.

## Historia
Fue fundado en el año 1945 en la ciudad de Latakia, aunque a veces juega de local en la capital Damasco, pero nunca han ganado el título de la máxima categoría, siendo su título más importante la Copa de Siria ganada en el año 2001 luego de vencer 1-0 a Al-Jaish SC en la final en cuatro finales que han jugado.
A nivel internacional han participado en la Recopa de la AFC en el 2001, en la cual fueron eliminados en la segunda ronda por el Al-Shabab de Arabia Saudita y en la Liga de Campeones Árabe 2001, en la que quedaron eliminados en la primera ronda.

## Palmarés
- Copa de Siria: 1

2000/01
- - Finalista: 3

1992/93, 1994/95, 1998/99

## Participación en competiciones de la AFC
| Temporada | Torneo           | Ronda | Club            | Casa | Visita | Global |
| --------- | ---------------- | ----- | --------------- | ---- | ------ | ------ |
| 2001      | Recopa de la AFC | 1     | Al-Wahda San'a' | 5-0  | 5-1    | 10-1   |
| 2001      | Recopa de la AFC | 2     | Al-Shabab       | 1-0  | 0-2    | 1-2    |

## Participación en competiciones de la UAFA
- Liga de Campeones Árabe: 1 aparición

2001 - Primera ronda

## Jugadores destacados
| - Carlos Peña - Juma Abbas - Ahmed Odeh - Awad Ragheb - Nwankwo Peter James - Sunday Emmanuel - Csaba Borbély - Aref Al Agha - Mohamed Abdelkader | - Yasser Akra - Said Bayazid - Zyad Chaabo - Ahmad Deeb - Ahmad Haj Mohamad - Mardik Mardikian - Salim Sabakji - Marwan Sayedeh |